# Aostas katolska stift
Aosta katolska stift är ett stift inom Romersk-katolska kyrkan. Stiftet består av sju orter i Aostadalen och inrättades på 400-talet av den helige Gratus.
Biskop i stiftet, och därmed för katolska kyrkan i Lodi, är sedan 2011 Franco Lovignana.

## Biskopar
- Augusto Giuseppe Duc † (1872–1907)
- Giovanni Vincenzo Tasso, C.M. † (1908–1919)
- Claudio Angelo Giuseppe Calabrese † (1920–1932)
- Francesco Imberti † (1932–1945)
- Maturino Blanchet O.M.I. † (1946–1968)
- Ovidio Lari † (1968–1994)
- Giuseppe Anfossi (1994–9 november 2011)
- Franco Lovignana (9 november 2011–)